# Магомедов, Ахмед Тинамагомедович
Ахмед Тинамагомедович Магомедов (4 января 1962 — 5 февраля 2010) — полковник МВД Российской Федерации, Герой Российской Федерации (2011).

## Биография
Ахмед Магомедов родился 4 января 1962 года в селе Ритляб, Чародинского района Дагестана. Окончил среднюю школу. В 1983 году Магомедов пошёл на службу в органы Министерства внутренних дел СССР. Окончил Астраханскую специальную среднюю школу милиции МВД СССР. Прошёл путь от участкового инспектора до начальника Советского РОВД Махачкалы. В сентябре 2007 года Магомедов был назначен начальником Управления уголовного розыска МВД Республики Дагестан, а в августе 2009 года — начальником УВД по Махачкале.
Магомедов принимал активное участие в разработке, организации и проведении порядка двадцати контртеррористических операций на территории Дагестана, в результате чего было обезврежено более 60 боевиков, изъято большое количество оружия, боеприпасов и взрывных устройств. На Магомедова неоднократно совершались покушения. 5 февраля 2010 года по дороге со службы Магомедов был обстрелян в своём служебном автомобиле на проспекте Акушинского в Махачкале, его водитель и два охранника скончались на месте, а сам Магомедов умер от полученных ранений в больнице. Похоронен в селении Кокрек Хасавюртовского района.
Указом президента Российской Федерации в сентябре 2011 года за «мужество и героизм, проявленные при исполнении служебного долга» полковник милиции Ахмед Магомедов посмертно был удостоен звания Героя Российской Федерации. Также был награждён рядом медалей.
В честь Магомедова названа улицы в городе Махачкала и в селе Кокрек Хасавюртовского района Дагестана.